# Термокарст

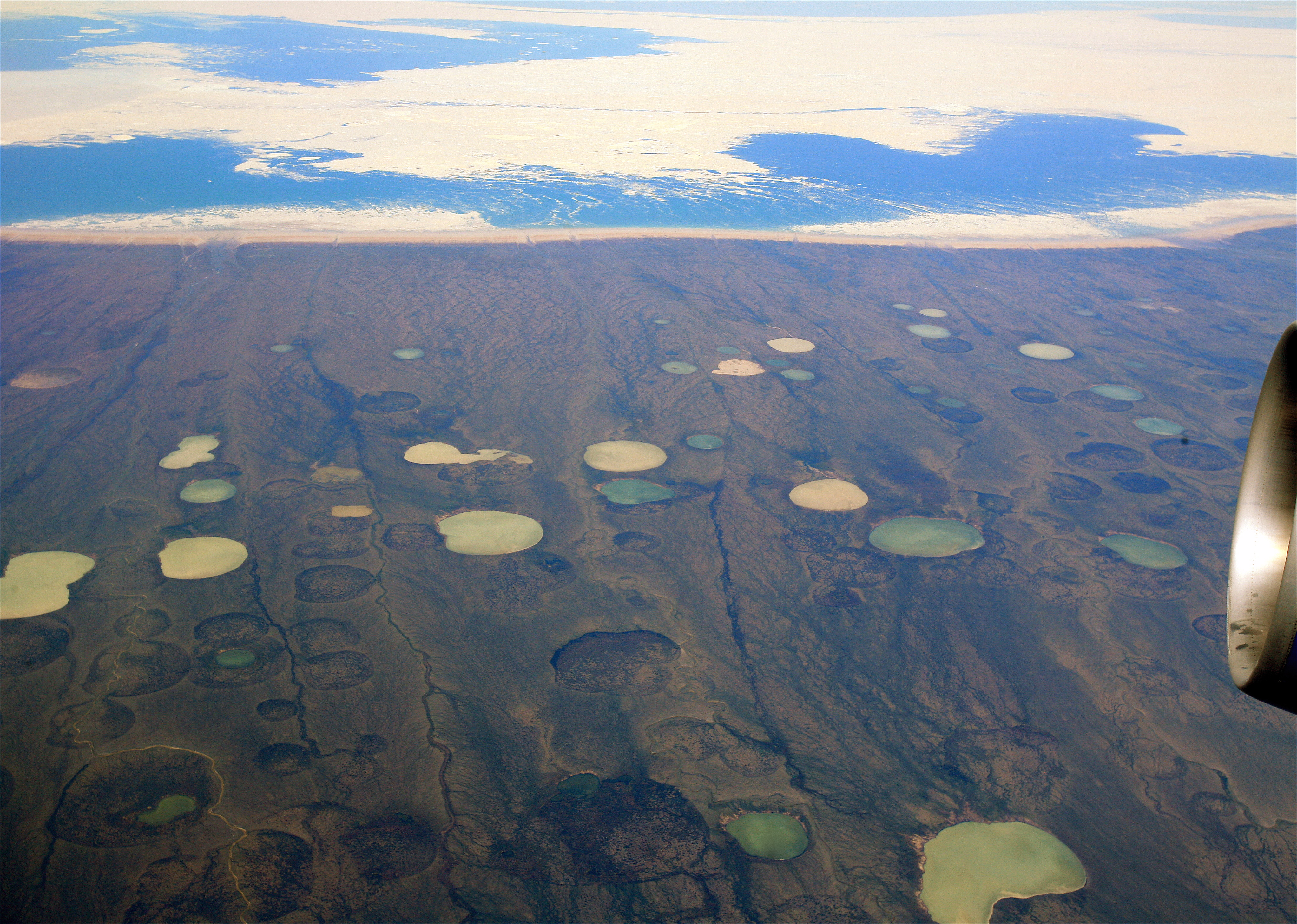
Витаювання підземного льоду. Гудзонова затока, Канада, 2008.

Термока́рст (від дав.-гр. θέρμη — тепло та нім. Karst — карст)) — процес нерівномірного просідання ґрунтів і підстилаючих гірських порід внаслідок витаювання підземного льоду; просаджування земної поверхні, що утворюються при протаюванні льодистих мерзлих порід і витаюванні підземного льоду. В результаті утворюються воронки, провали, аласи, що зовні нагадують карстові форми рельєфу. Переважно поширений в галузі розвитку багаторічномерзлих гірських порід. Термін введений в обіг М. М. Єрмолаєвим .

## Умови розвитку термокарсту
Необхідною умовою розвитку термокарсту є наявність підземної криги у вигляді мономінеральних покладів або текстуроутворюючого льоду в пухких відкладах. Достатньою умовою для початку розвитку термокарсту або причиною виникнення термокарсту служить така зміна теплообміну на поверхні ґрунту, при якому або глибина сезонного відтавання починає перевищувати глибину залягання підземного льоду або вельми льодистих мерзлих порід, або відбувається зміна знака середньорічної температури і починається багаторічне відтавання мерзлих товщ.

## Процес розвитку термокарсту
Процес розвитку термокарсту по-різному протікає в разі відтоку води з термокарстових знижень і в разі їх обводнення. Якщо вода не накопичується в зниженні (стічний термокарст), цей процес має згасальний характер. Там, де відталий осад осідає на дні у вигляді купин і інших блоків породи, закриваючи не витанувшу льодисту породу, потім заносяться дрібноземом, заростають і промерзають зверху і знизу, з боку мерзлої породи, термокарст зазвичай припиняється. Якщо ж відкладення сезонноталого шару еродує (виносяться водою), то витаювання підземних льодів може відновитися і прогресивно розвиватися. У цьому випадку термокарст зазвичай супроводжується процесом термоерозії.
При зародженні безстічного термокарстового пониження процес розвивається інакше. Поява в зниженні води, що акумулює сонячне тепло, призводить до підвищення температури поверхні порід дна водойми, що, своєю чергою, зазвичай призводить до збільшення глибини сезонноталого шару. При цьому відбувається подальше витаювання підземного льоду (крижаних жил, пластових покладів) і поглиблення водойми. У підсумку це може призвести до повного витаювання підземного льоду і виникнення під водоймою ненаскрізного (при малій потужності мерзлоти — наскрізного) підозерного талику. Розвиток безстічного термокарсту можливо в будь-яких, навіть найсуворіших, мерзлотних умовах.

## Форми термокарстового рельєфу
Форми термокарстових рельєфу і мікрорельєфу залежать від того, які типи льодів і льодистих порід піддаються відтаванню, а також від особливостей поширення льоду в мерзлих породах, форм їх локалізації тощо. У Західного Сибіру, де термокарст розвивається головним чином на ділянках, що містять пластові поклади підземних льодів, термокарстові улоговини називаються хасиреями. У Якутії такі улоговини, що утворилися при витаюванні порід «льодового комплексу» з повторно-жильними льодами, мають назву аласи. Якщо витаювання жил відбувається при доброму відтоку води, а блоки порід, що вміщають жили льоду, складені малольодистими досить міцними породами, то формуються останці порід — байджерахи.

## Поширення термокарстових форм рельєфу
Термокарстові форми рельєфу найбільше поширені в субарктичному поясі північних приморських низовин. З видаленням на південь ознаки розвитку процесу поступово загасають. За межами термокарсту зустрічаються реліктові термокарстові форми рельєфу, часто істотно перетворені процесами денудації, ерозії тощо.